# 化学史学会
化学史学会（かがくしがっかい、英語：The Japanese Society for the History of Chemistry）は、会員相互の協力によって化学史研究の発展と普及をすすめることを目的とする学会である。

現在、化学史学会は、日本科学史学会と運営上の関わりを持たない別団体である（詳しくは「沿革」を参照のこと）。

## 沿革
1973年4月、日本科学史学会の分科会である「化学史分科会」が設置され、その後「化学史研究会」として、日本科学史学会から独立し、1984年に「化学史学会」と名称変更し現在に至る。
- 1973年 4月、日本科学史学会の全体委員会において「化学史分科会」設置の提案がなされ、田中実、大沼正則、鎌谷親善、玉虫文一の4名が世話人となり、同分科会設置の準備にかかる[2]。
- 1973年 12月1日、化学史分科会の研究発表会が開かれる。玉虫文一によれば、同分科会が「現実に持続的活動を行なうためには、単に日本科学史学会内の一分科会としてとどまらずに、それ自体独立の会となるべきことが必要と考えられ」たため、同会は改めて「化学史研究会」として発足する[2]。
- 1974年 化学史研究会の会誌『化学史研究』が創刊される[2]。
- 1984年 12月、化学史研究会が「化学史学会」に名称変更され、それに伴い会則も改められる[3]。

## 歴代会長
- 玉蟲文一（1973年 - 1980年）
- 奥野久輝（1981年 - 1982年）
- 立花太郎 （1983年 - 1984年）
- 柏木肇（1985年 - 1990年）
- 芝哲夫 （1991年 - 1998年）
- 亀山哲也 （1999年 - 2010年）
- 古川安  （2011年 - 2016年）
- 大野誠 （2017年 - 2022年）
- 菊池好行 （2023年 -）

## 活動
2024年9月現在、以下が化学史学会の活動として行なわれている。

### 年会の実施
年に一回、2日間にわたって、研究の交流を図るために年会を開催している。

### 会誌『化学史研究』の発行
『化学史研究』は、化学史学会の発行する学会誌である。同誌は1974年に創刊され、1974〜1981年の間は年に1〜3回、1982年以降は年に4回発行され続けている。

### 化学史研修講演会の実施
化学史研修講演会は、毎年一回、7、8月頃に、数名の講師を招いて開催される講演会である。

### オンライン研究会
オンライン研究会は、会員間のつながりを広げ、深めること、会員の研究活動を支援すること、化学史研究者の後継者を育成することを目指して発足した、オンラインビデオ通話を利用した勉強会である。